# Mercedes-Benz W214
Mercedes-Benz 214-ї серії (нім. Mercedes-Benz Baureihe 214) - лінійка легкових автомобілів бізнес-класу німецької марки Mercedes-Benz, шосте покоління E-класу у фірмовому модельному ряді компанії, що прийшло на зміну 213 серії. Презентація седана W214 відбулася 25 квітня 2023 року, а вихід на ринок запланований на літо 2023 року. Універсал T-Modell S214 дебютував 20 червня 2023 року, а в продажу надійде восени 2023 року.

## Опис

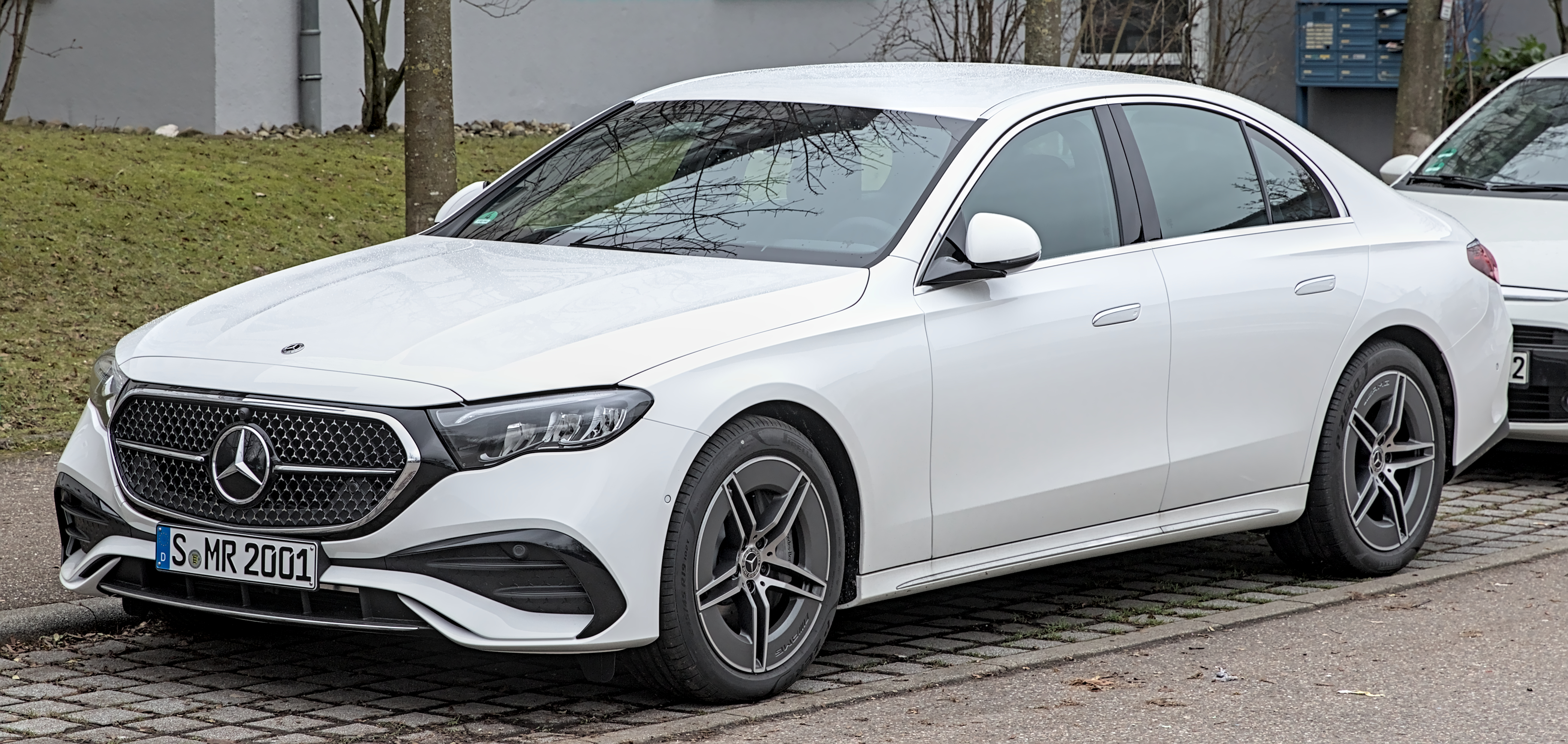
Mercedes-Benz 400e 4MATIC (W214)

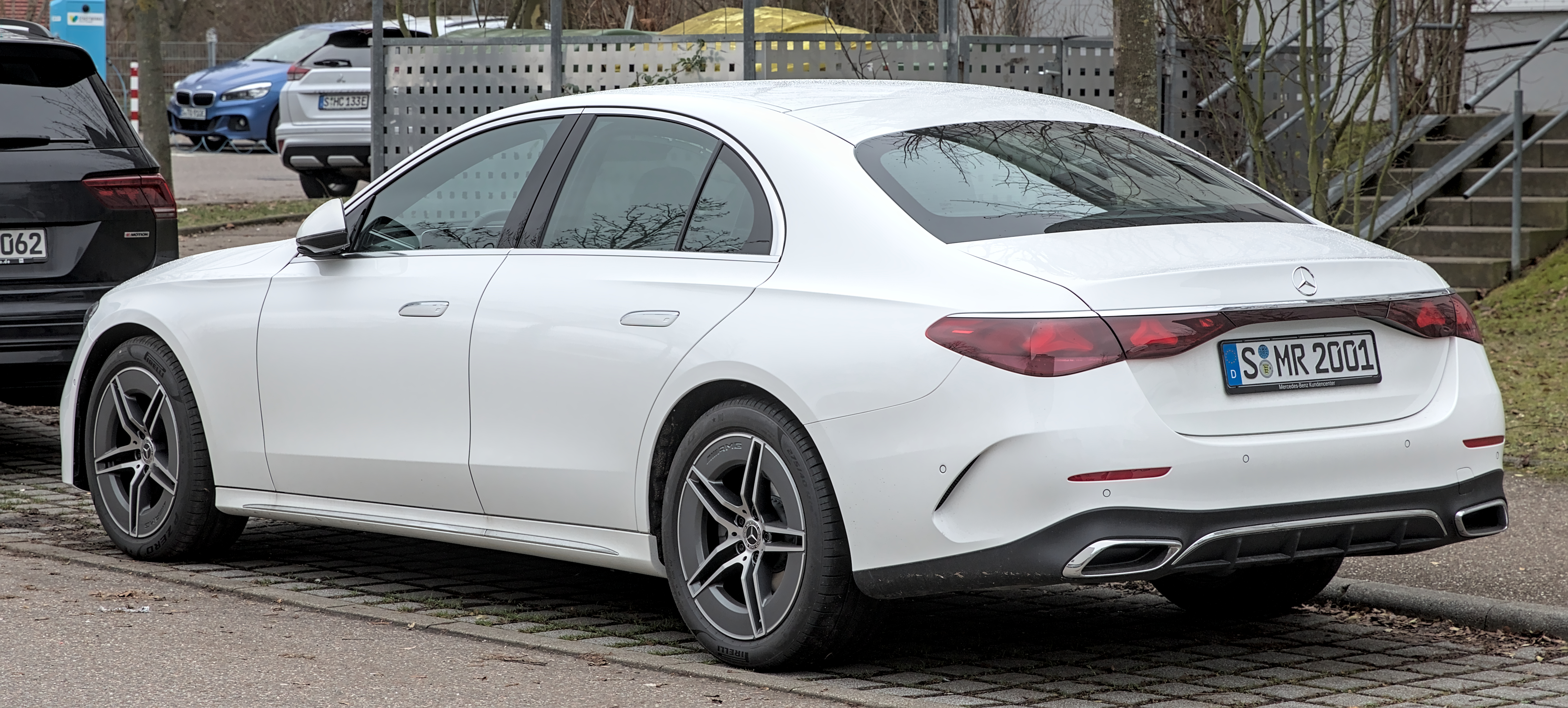
Mercedes-Benz 400e 4MATIC (W214)

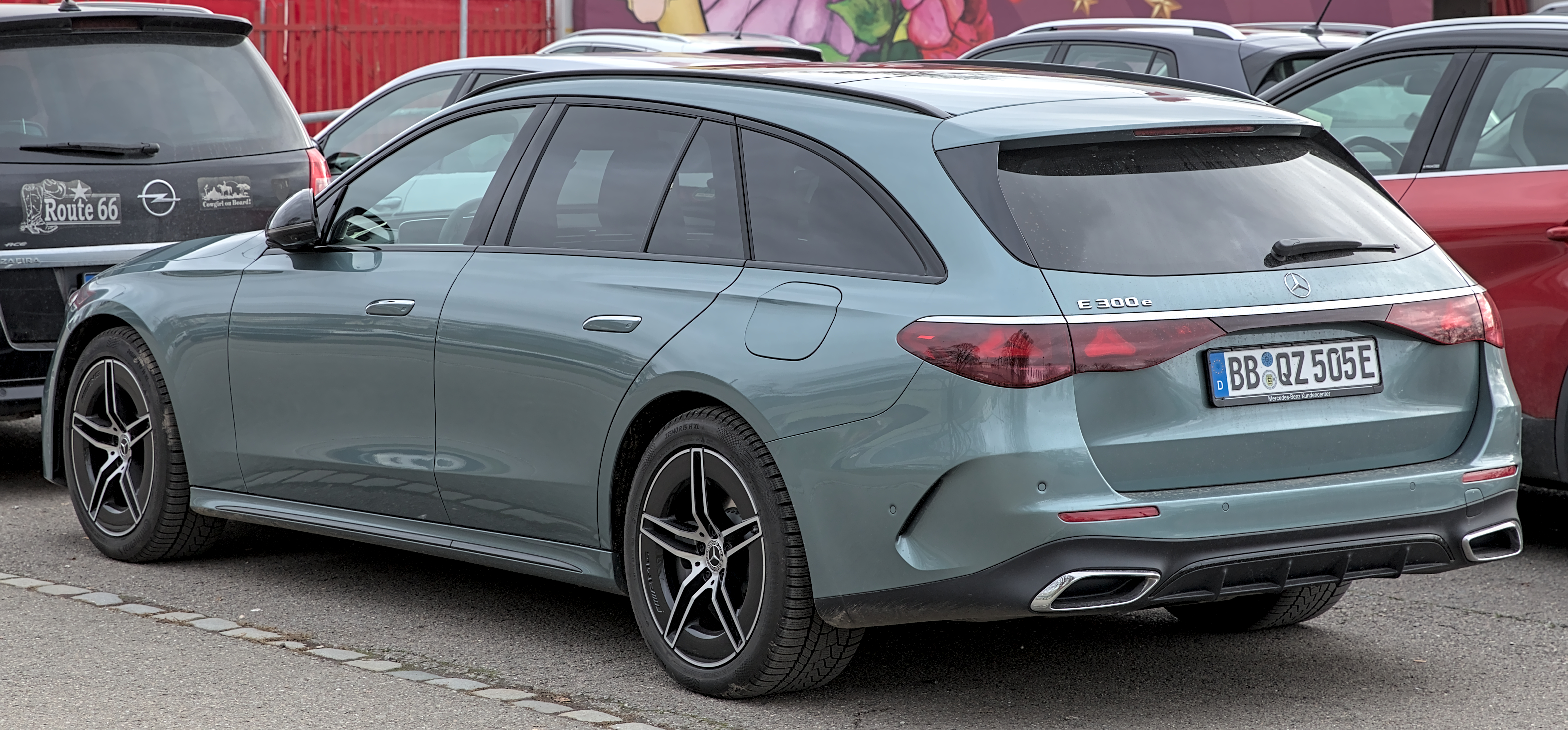
Mercedes-Benz 300e (S214)

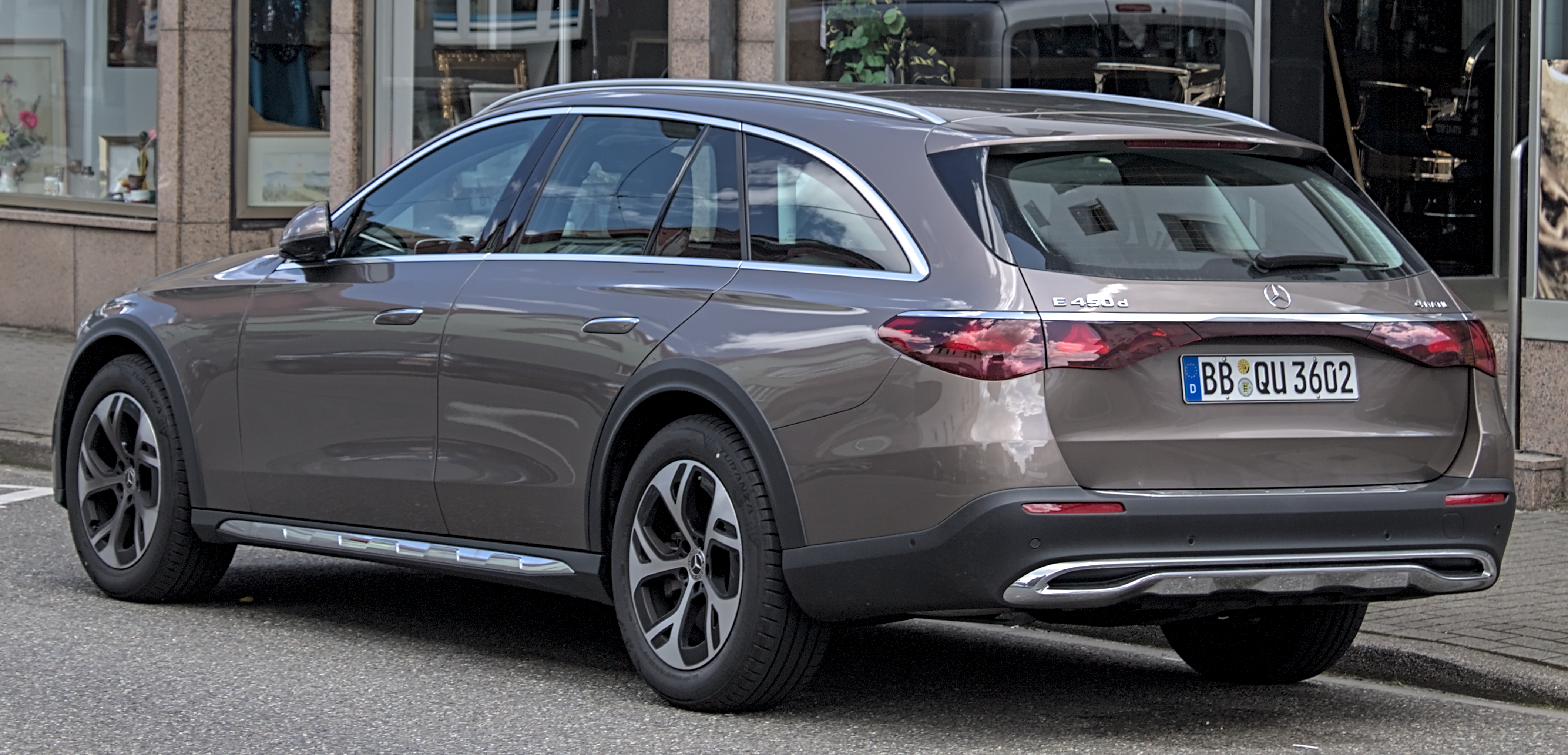
Mercedes-Benz 450d 4MATIC All-Terrain (X214)

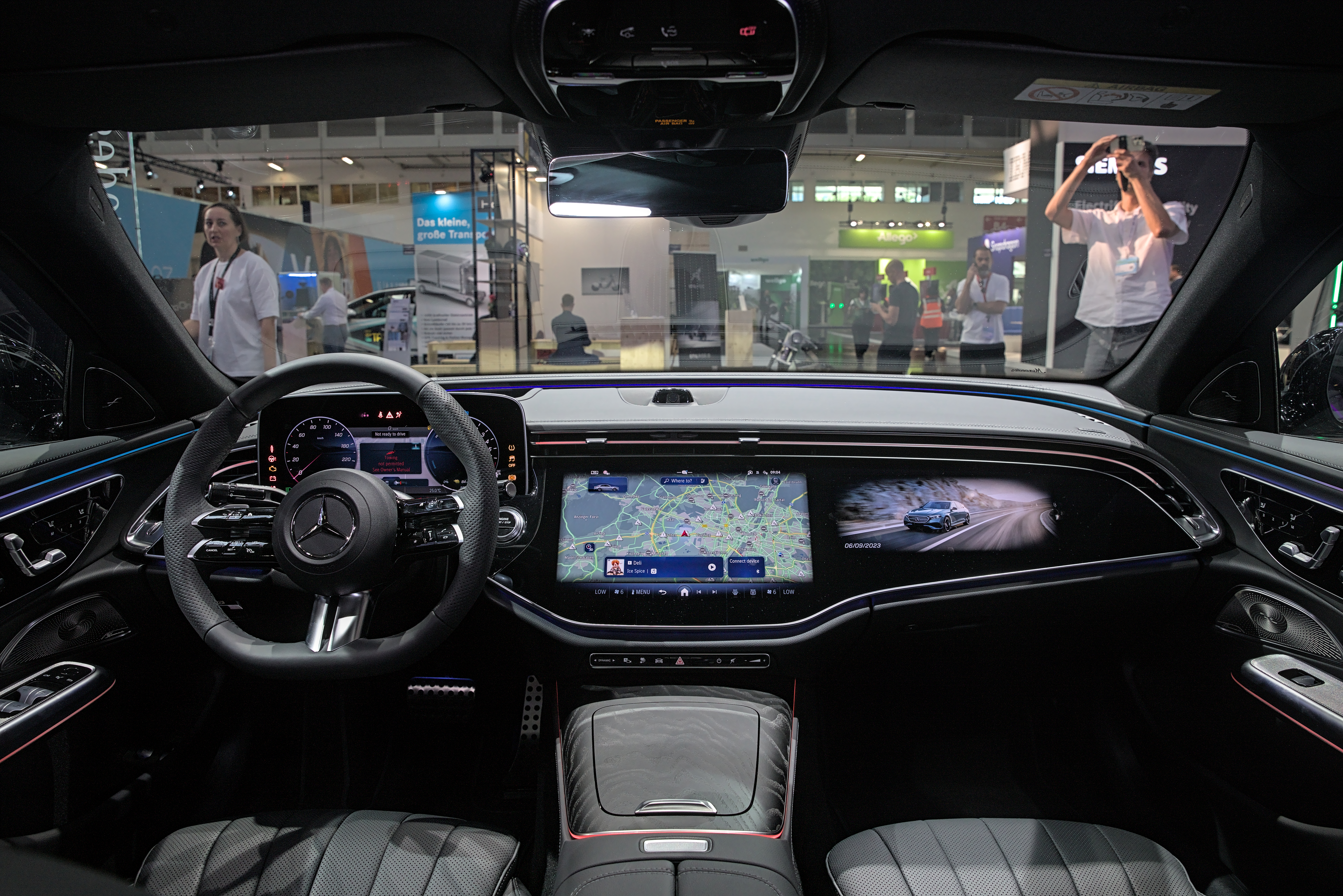

Як і попереднє покоління, Mercedes-Benz W214 збирається на основі модульної платформи MRA II, має великі габарити, оснащується безліччю сучасних систем безпеки та допомоги водію (у тому числі повнокерованим шасі, технологією автономного водіння та паркування), а також новими та модернізованими силовими агрегатами з модулем. Зовні автомобіль нагадує Mercedes-Benz EQE. Деякі технічні характеристики від моделі Mercedes-Benz W223. Конкурентом моделі є BMW G60.
Коефіцієнт лобового опору знижено до 0,23.
Випробування седана (W 214) проходили у США, а універсала (S 214) – у Німеччині. Купе та кабріолети входять до сімейства Mercedes-Benz CLE. Пізніше дебютувала версія кросовер All-Terrain (X 214).
На панелі приладів присутня мультимедійна система з «щільним» тачскрином, діагональ панелі приладів збільшена.

## Двигуни

### Бензинові
- 1.5 л  І4 170 + 23 к.с. 250 Нм (E180)
- 2.0 л M 254 E20 DEH LA І4 204 + 23 к.с. 320 Нм (E200)
- 2.0 л M 254 E20 DEH LA І4 258 + 23 к.с. 400 Нм (E300, США)
- 3.0 л M 256 E30 DEH LA І6 375 к.с. + 23 к.с. 500 Нм (E450, США)

### Plug-in hybrid
- 2.0 л M 254 E20 DEH LA І4 204 к.с. + електродвигун 109 к.с. сумарно 313 к.с. 550 Нм (E300e)
- 2.0 л M 254 E20 DEH LA І4 252 к.с. + електродвигун 129 к.с. сумарно 381 к.с. 650 Нм (E400e)
- 3.0 л M 256 E30 DEH LA І6 449 к.с. + електродвигун 163 к.с. сумарно 585 к.с. 750 Нм (AMG E53 Hybrid)
- 4.0 л M 177 DE 40 AL V8 + електродвигун 802 к.с. 1430 Нм (AMG E63)
- 2.0 л OM 654 D20 R SCR І4 197 к.с. + електродвигун 129 к.с. сумарно 313 к.с. 700 Нм (E300de)

### Дизельні
- 2.0 л OM 654 D20 R SCR І4 197 к.с. + 23 к.с. 440 Нм (E220d)
- 3.0 л OM 656 D29 R SCR І6 367 к.с. + 23 к.с 750 Нм (E450d)